# Jean-Pierre Lecaudey
 (mai 2010).
Améliorez-le ou discutez des points à vérifier. 
Vous pouvez aider à l'améliorer ou bien discuter des problèmes sur sa page de discussion.
- Il ne cite pas suffisamment ses sources. Vous pouvez indiquer les passages à sourcer avec {{référence nécessaire}} ou {{Référence souhaitée}}, et inclure les références utiles en les liant aux notes de bas de page. (Marqué depuis avril 2024)
- Certaines informations devraient être mieux reliées aux sources mentionnées dans la bibliographie ou les liens externes. Améliorez sa vérifiabilité en les associant par des références. (Marqué depuis avril 2024)

- Archive Wikiwix
- Bing
- Cairn
- DuckDuckGo
- E. Universalis
- Gallica
- Google
- G. Books
- G. News
- G. Scholar
- Persée
- Qwant
- (zh) Baidu
- (ru) Yandex
- (wd) trouver des œuvres sur Wikidata

Jean-Pierre Lecaudey (né le 21 novembre 1962 à Saint-Brieuc) est un organiste,pianiste et chef d'orchestre français.

## Biographie
En juin 1983, il remporte également le premier prix du deuxième Concours international de Toulouse pour ses interprétations de la musique symphonique française.
Depuis 1983, sa carrière de concertiste l'a amené à se produire dans de nombreux festivals, ainsi qu'à donner plus de mille deux-cents concerts ou récitals en France, en Europe et en Amérique du Nord.
Il est régulièrement invité aux États-Unis, en Italie, en Pologne, au Japon et en Russie pour donner des Master Class sur la Musique Française tant ancienne que romantique ou moderne. Il est d'ailleurs considéré comme l'un des plus brillants représentants de l'école d'orgue française, qu'il interprète volontiers à travers les œuvres de Marcel Dupré, Maurice Duruflé, Ermend Bonnal, Jehan Alain, Olivier Messiaen, Xavier Darasse, Charles Chaynes, Jacques Charpentier, Jean-Pierre Leguay...
Soliste de Radio France, il enregistre fréquemment de la littérature pour orgue sur les instruments les plus prestigieux.
Sa discographie lui vaut des critiques très élogieuses qui reconnaissent en lui un interprète de tout premier plan. Par exemple, le critique Hervé Elie le qualifie "d'interprète idéal" d'Ermend Bonnal en mars 1996 dans Le Monde de la Musique, qui lui donne son Choc pour son intégrale de la musique d'orgue de Bonnal. Cette récompense lui est à nouveau attribuée en novembre 1997 pour la musique de chambre avec piano du même auteur. Il a obtenu 5 Diapasons, pour ses disques de présentation des orgues de Lagrasse et Forcalquier, ainsi que pour ses Sonates en Trio de Jean Sébastien Bach.
Sa réputation de grand interprète du répertoire symphonique et moderne se double maintenant de celle  du répertoire baroque, notamment J.S. Bach, Dietrich Buxtehude ou bien Nicolas de Grigny, Louis-Nicolas Clérambault et tous les maîtres français des XVIIe et XVIIIe siècles, qu’il joue très régulièrement. Pour célébrer le 250e anniversaire de la mort de Johann Sebastian Bach (†1750), il interpréta, en douze concerts de janvier à juin 2000, l’œuvre pour orgue intégral de ce compositeur.
Depuis 1985 il est titulaire des grandes orgues de la Collégiale Saint-Martin de Saint-Rémy-de-Provence. En tant que tel il est la force motrice du festival d’orgue "Organa", plate-forme internationale où se rencontrent tous les étés des organistes de renommée internationale.
En tant que pianiste, il mène une intense activité de chambriste avec violon, violoncelle ou flûte, avec une prédilection pour la sonate romantique (Brahms, Franck, Fauré...). En 2022 et 2023, il a interprété plusieurs fois le 23° Concerto de Mozart et le 2° de Rachmaninoff dans une version avec accompagnement d'orgue qu'il a réalisée. C'est Luc Antonini qui l'accompagne.
Également chef d'orchestre, il a dirigé pendant dix ans l'Ensemble Orchestral des Bouches-du-Rhône, dans un répertoire allant des symphonies de Mozart aux œuvres d'aujourd'hui en passant par les grandes pièces de Ravel ou Debussy.
Il est également professeur d'Orgue, d'Harmonie, d'Harmonie au clavier, et d'Ecriture au Conservatoire à Rayonnement Régional (CRR) d'Avignon.

## Discographie
Une discographie se trouve sur le site de France Orgue (consulté en juillet 2011).

## Pour approfondir